# 옙 P3
옙 P3(Yepp P3, YP-P3)은 삼성전자에서 2008년 12월 17일에 출시한 포터블 미디어 플레이어이다. 2009년 소비자 가전 전시회에서 음악 부분 최고 제품과 포터블 미디어 플레이어 부문 혁신상을 수상하였다.

## 기능
- 재생 속도 조절
- 알람 기능
- FM 인코딩, 튜너
- 음성 녹음
- 재생 목록
- 데이터캐스팅
- 폴더 플레이
- 음악 라이브러리 정렬
- 파일 탐색
- 사진 파일 보기
- 섬네일 사진 보기
- 음악 앨범 아트 보기
- 텍스트 파일 보기
- 게임 기능
- 가사 보기
- 배경화면 변경
- 시간 및 세계시각
- 다국어 메뉴
- 다국어 폰트
- Resume 기능(음악 파일 정보 읽기)
- 북마크
- 화면보호기
- 펌웨어
- 정전식 터치스크린
- 플래시 지원
- 지하철 노선도
- 전자 사전

## 특징
- 사용자 제작 인터페이스(UCI) 사용 가능
- 위젯 사용 가능(UCI에서는 펌웨어 업데이트)
- 벡터 폰트 지원
- 플래시로서 애플리케이션 구현
- 블루투스 기능(스테레오 헤드셋, 파일 전송, 모바일 전화)
- 강화 유리 화면
- USB 2.0 포트 지원
- 중국어 사전 추가 가능(펌웨어 업데이트)
- UCI가 아닌 기본 화면(테마)의 경우 최대 화면 6개 사용 가능
- 동영상 인코딩 불필요(펌웨어 업데이트, 일부에 한함)
- 전류가 통하는 물체라면 터치 가능(손과 발 등등, 손톱이나 쇠붙이는 안됨)
- 햅틱 센서
- VibeWoofer 지원(음악을 진동으로 동시 출력)
- 16:9 와이드 TFT-LCD